# ハイポジ
ハイポジ（hi-posi）は、もりばやし みほを中心人物とする日本の音楽ユニット。
1988年に結成。1989年には「ハイポジとハボハマニア」として『三宅裕司のいかすバンド天国』（TBS）への出演歴がある。松前公高が脱退した後の1991年、もりばやしみほ、近藤研二、あらきなおみ、山口優の4人編成でメジャー・デビュー。
1994年頃から近藤研二との2人ユニットとして活動していたが、近藤が脱退した2000年以降はもりばやしと愛犬ミゼットによる世界初「1人と1匹ユニット」を自称していた。2003年からはミゼットの娘にあたるミールも加わり「1人と2匹ユニット」となっている。実質的にはもりばやしみほのソロユニット。

## もりばやしみほ
1966年長崎県生まれ。
ガーリー風水アドバイザー、音楽家。青山学院女子短期大学家政学科で人間工学、色彩心理学など、住居学について専攻。
1988年ハイポジ結成。
1990年より松永修岳に師事、風水環境科学を学ぶ。
1991年ハイポジのボーカルトとしてメジャー・デビュー。
1992年には永六輔司会の深夜番組『2×3が六輔』（日本テレビ）にレギュラー出演。
1994年にインディーズから発表したハイポジの『身体と歌だけの関係』において独自の世界観を確立しメジャー・レーベルへ復帰、以降もメインソングライターとして多くの楽曲の作詞・作曲を手がける。
1996年からはMirey（ミレイ）名義で風水師としての活動を開始する。ハイポジでは後の夫となる信藤三雄をブレーンに迎え、多くの気鋭ミュージシャンとのコラボレートによる作品を発表する。コマーシャルソングの制作や、独特の声質を活かしたナレーション、クレイアニメ『ジャム・ザ・ハウスネイル』（NHK）のジャム役など声優としても活動。
2006年に信藤三雄監督による映画『男はソレを我慢できない』の原案を手がけた他、朝日美穂、川本真琴とのコーラスユニット「ミホミホマコト」を結成しアルバムをリリース、ライブを成功させる。
2007年には伝統的な中国の風水学と最先端の建築医学をベースに、スタイリッシュで実用的なアイテムによる運気上昇を目指す「ガーリー風水」を提唱、Francfrancの家具や雑貨を用いてアドバイスするMirey名義での著書『ガーリー風水』（幻冬舎）を刊行した。
2016年、hi-posi名義で、本格的に音楽活動を再開。

### もりばやしの著書
- ガーリー風水 Mirey 著, 松永修岳 監修 幻冬舎 2007.7
- ガーリー風水マジックメイク Takako, Mirey ランダムハウス講談社　2008.5
- 超開運パワスポ旅手帖 : 方位と日にちでガラリと変わる! MIREY, 本間日呂志 著 武田ランダムハウスジャパン 2010.12
- 最強彼氏と最強彼女 (ケータイ小説文庫 ; み10-1. 野いちご) Mirey 著 スターツ出版 2013.2

## ディスコグラフィ

### アルバム
- 天下のハイポジ（1990年 - 自主制作カセット）
- 写真にチュ～（1991年 - 東芝EMI ※ミニ・アルバム）
- Com'on Summer（1991年 - 東芝EMI ※ミニアルバム）
- ハイポジデモテープ93秋（1993年 - 自主制作カセット）
- カバのオツム（1994年 - BIOSPHERE RECORDS ※ミニ・アルバム）
- 身体と歌だけの関係 BODY meets SING（1994年 - BIOSPHERE RECORDS ※ミニ・アルバム）
- 身体と歌だけの関係 BODY meets SING（1995年 - キティ ※フルアルバムとして再発）
- かなしいことなんかじゃない（1996年 - キティ）
- HOUSE（1997年 - キティ）
- GLUON（1998年 - CONTEMP RECORDS/日本コロムビア/HEAT WAVE）
- シンゴ 4n5（1999年 - CONTEMP RECORDS/日本コロムビア/HEAT WAVE）
- 性善説 The View of Humannature As Fundamentally Good（2000年 - CONTEMP RECORDS/日本コロムビア/HEAT WAVE）

### シングル
- 夜はひとりぼっち（1993年 -  バップ ※「もりばやしみほ＋ハイポジ」名義）
- 身体と歌だけの関係リミックス（1995年 - バイオスフィア ※マキシシングル）
- 身体と歌だけの関係（1995年 - キティ）
- 重力をなくして（1996年 - キティ）
- かなしいことなんかじゃない（1996年 - キティ）
- しあわせ（1996年 - JA共済CMソングとして製作 ※非売品）
- ジュンスイムクノテクニシャン（1997年 - キティ ※マキシシングル・12インチシングル）
- 最悪の日々（1997年 - キティ ※マキシシングル・12インチシングル
- 君の声は僕の音楽（1997年 - キティ ※マキシシングル）
- 口笛ふくのはもうやめた（1999年 - CONTEMP RECORDS/日本コロムビア/HEAT WAVE ※マキシシングル）
- 実験GIRL（1999年 - CONTEMP RECORDS/日本コロムビア/HEAT WAVE ※マキシシングル
- ジェニーはご機嫌ななめ（2000年 - CONTEMP RECORDS/日本コロムビア/HEAT WAVE ※マキシシングル）
- そなえよつねに（2000年 - CONTEMP RECORDS/日本コロムビア/HEAT WAVE ※マキシシングル）
- 茶々＆ちび〜三角橋の猫の歌〜（2005年 - SANKAKUBASHI RECORDS/The Sound Of Shimokitazawa ※マキシシングル）